# Supercopa de Tayikistán
La Supercopa de Tayikistán es la supercopa de Tayikistán. La competición fue fundada oficialmente en 2010,  enfrenta a los campeones de la Liga de fútbol de Tayikistán y los ganadores de la Copa de Tayikistán de la campaña anterior, y gestionada por la Federación de Fútbol de Tayikistán.

## Partidos
| Temporada | Campeón          | Marcador    | Finalista              | Estadio               |
| --------- | ---------------- | ----------- | ---------------------- | --------------------- |
| 2010      | Istiklol         | 2 – 0       | Vakhsh Qurghonteppa    | Metallurg Stadium     |
| 2011      | Istiklol         | 1 – 0       | Regar-TadAZ Tursunzoda | Tsentralnyi Stadium   |
| 2012      | Istiklol         | 2 – 1       | Regar-TadAZ Tursunzoda | Khair Stadium         |
| 2013      | Ravshan Kulob    | 2 – 1       | Regar-TadAZ Tursunzoda |                       |
| 2014      | Istiklol         | 5 – 0       | Ravshan Kulob          | Kulob Central Stadium |
| 2015      | Istiklol         | 2 – 2 4 – 3 | Khayr Vahdat           | Pamir Stadium         |
| 2016      | Istiklol         | 1 – 0       | Khujand                | TALCO Arena           |
| 2017      | Khosilot Farkhor | 2 –1        | Istiklol               | Central Stadium       |
| 2018      | Istiklol         | 3 –2        | Khosilot Farkhor       | Central Stadium       |
| 2019      | Istiklol         | 3 –0        | Khujand                | Pamir Stadium         |